# 箕面石
箕面石（みのおせき、 Minohlite）は、2013年に発表された日本産新鉱物で、民間の鉱物学者大西政之などにより、大阪府箕面市の平尾旧坑から発見された。 化学組成は(Cu,Zn)7(SO4)2(OH)10・8H2Oで、六方晶系。シューレンベルグ石 (Schulenbergite) と類似した化学組成をもつが、結晶水の量に違いがある。発見地の鉱山が箕面市にあることから命名された。